# Eduard von Tuchsen

Eduard von Tuchsen als Oberst und Kommandeur der 7. Artillerie-Brigade

Ernst Heinrich Eduard von Tuchsen (* 21. August 1775 in Potsdam; † 26. Juni 1839 in Bamberg) war ein preußischer Generalmajor.

## Leben

### Herkunft
Er war der Sohn des späteren preußischen Majors Friedrich Wilhelm von Tuchsen (1739–1791) und dessen Ehefrau Charlotte Friederike, geborene Wollweber. Sein Vater hatte während des Siebenjährigen Krieges an der Schlacht bei Leuthen teilgenommen und war im Dezember 1786 mit dem Orden Pour le Mérite ausgezeichnet worden.

### Militärkarriere
Durch den frühen Tod seiner Mutter wurde Tuchsen ab 1785 im Militärwaisenhaus erzogen. Am 1. Mai 1791 trat er als Bombardier in die Reitende Artillerie der Preußischen Armee ein. Tuchsen nahm 1793/1795 während des Ersten Koalitionskrieges gegen das revolutionäre Frankreich an den Kämpfen bei Pirmasens und Weißenburg teil. Mitte Oktober 1797 avancierte er zum Sekondeleutnant. Als solcher kämpfte Tuchsen 1806 im Vierten Koalitionskrieg erneut gegen Frankreich. Er machte die Schlacht bei Jena sowie das Gefecht bei Halle mit und geriet am 28. Oktober 1806 durch die Kapitulation bei Prenzlau in französische Kriegsgefangenschaft.
Tuchsen wurde bald wieder freigelassen und verblieb im aktiven Militärdienst. Seit 22. August 1808 fungierte er als Adjutant des Generalinspekteurs der Artillerie, des Prinzen August von Preußen. Er stieg zum Stabskapitän auf, wurde am 19. März 1812 Kapitän und gleichzeitig als Kompaniechef in die Schlesische Artilleriebrigade versetzt. Mit diesem Verband kämpfte Tuchsen 1813/1814 in den Befreiungskriegen bei Großgörschen, Großbeeren, Dennewitz, Leipzig, Laon. Seine Leistungen wurden durch die Verleihung beider Klassen des Eisernen Kreuzes sowie des Ordens des Heiligen Wladimir IV. Klasse gewürdigt. Zudem wurde er am 23. April 1814 zum Major befördert.
Anfang Dezember 1815 folgte seine Ernennung zum Abteilungskommandeur. In dieser Stellung war Tuchsen vom 23. Mai 1816 bis zum 21. Juni 1821 in der Garde-Artillerie-Brigade in Berlin tätig. Anschließend wurde er zum Brigadier der 7. Artillerie-Brigade (Westfälische) in Köln ernannt. In dieser Funktion erfolgte am 30. März 1824 seine Beförderung zum Oberstleutnant sowie am 30. März 1829 zum Oberst. Anlässlich des Ordensfestes erhielt Tuchsen am 20. Januar 1833 den Roten Adlerorden III. Klasse mit Schleife. Unter Verleihung des Charakters als Generalmajor wurde ihm am 26. Januar 1834 der Abschied mit der gesetzlichen Pension gewährt.

### Familie
Tuchsen hatte sich am 23. Januar 1815 in Neustadt mit Karoline Henriette Maximilliane von Birckhahn (1776–1846) verheiratet. Sie war die Tochter des späteren preußischen Generalmajors Jakob Albrecht von Birkhahn (1733–1801). Die Grabstätte der Eheleute befindet sich auf dem Kölner Friedhof Melaten. Sie wurde später in ein Patenschaftsgrab umgewandelt.

### Sonstiges
Der Schriftsteller Friedrich Wilhelm Hackländer diente als junger Mann ebenfalls in der 7. Artilleriebrigade. Er setzte seinem Oberst als Der Alte oder Obrist v. T. ein literarisches Denkmal, indem er ihn zu einer der Hauptgestalten in seinen Soldatengeschichten machte. Neben der Schilderung Hackländers gibt es noch eine weitere Beschreibung dieses Originals.